# Ulica Kneza Miloša

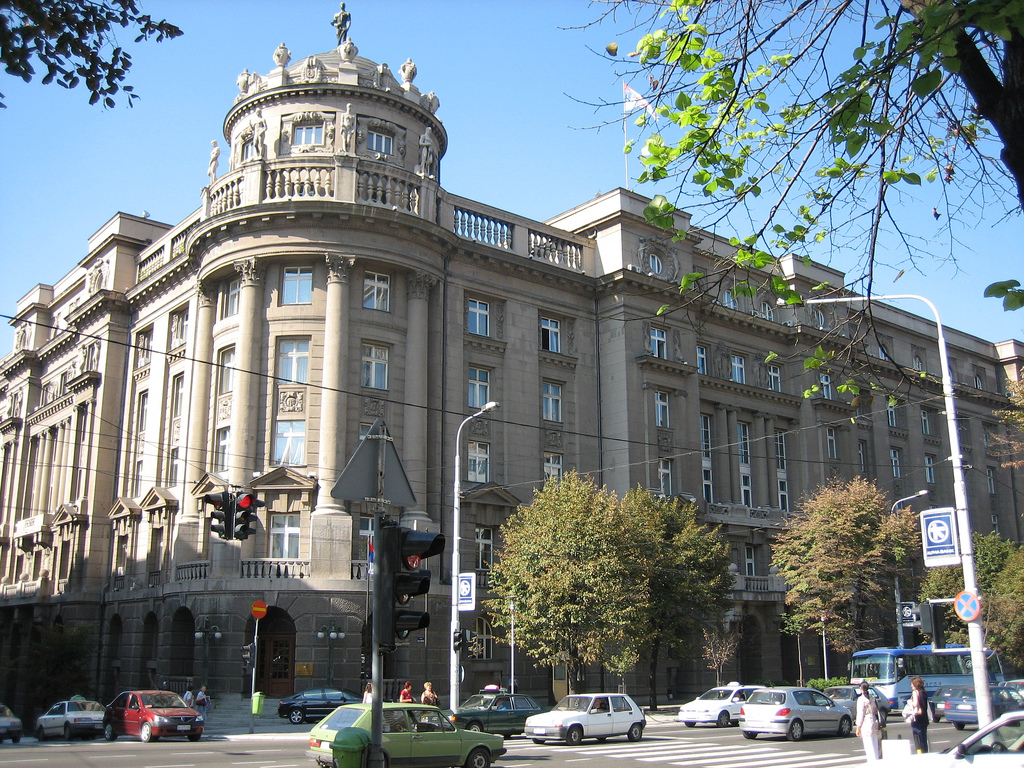
Das Außenministerium der Republik Serbien in der Ulica Kneza Miloša

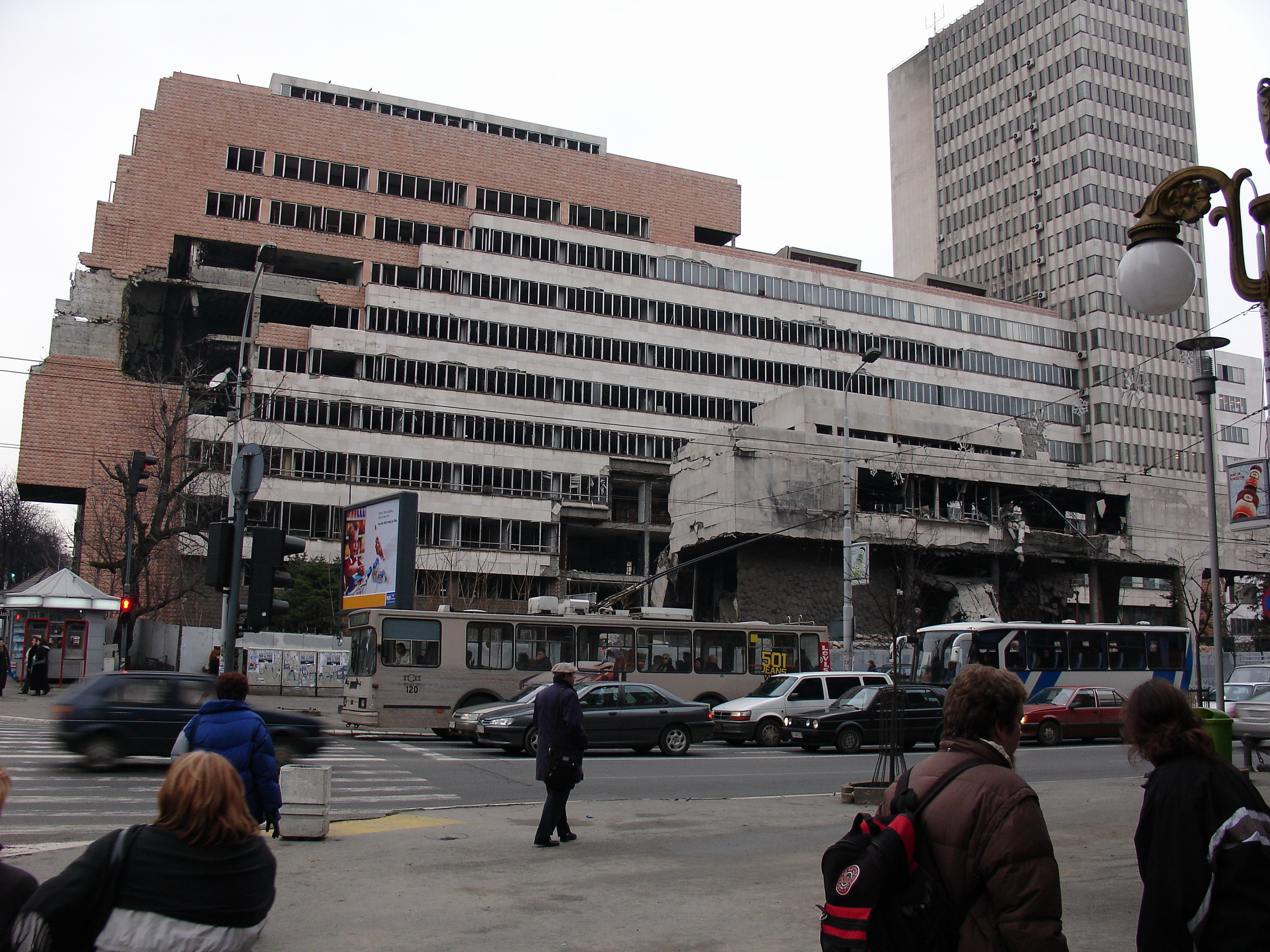
Bombardierter Generalstab von der Ulica Kneza Milosa aus gesehen

Die Ulica Kneza Miloša (serbisch-kyrillisch улица Кнеза Милоша ‚Knez-Miloš-Straße‘) ist eine Straße in der serbischen Hauptstadt Belgrad. Sie liegt im Stadtteil Savski Venac.

## Geschichte
Die Straße ist nach dem Fürsten Miloš Obrenović (1780–1860) benannt, der den Zweiten Serbischen Aufstand 1815 anführte.
Während der Bombardierung Jugoslawiens im Kosovokrieg wurden unter anderem das serbische Außenministerium sowie die Gebäude des Generalstabes in der Ulica Kneza Miloša bombardiert. Im Zuge der Anerkennung des Kosovo 2008 durch die USA randalierte ein Mob vor der amerikanischen Botschaft in der Kneza Miloša und zündete das Gebäude an. Eine neue, sicherere Lage der Botschaft außerhalb des Stadtzentrums soll daher in Zukunft im Stadtteil Dedinje gewährleistet werden.

## Lage
Die Knez-Miloš-Straße beginnt an der Kreuzung des Nikola-Pašić-Platzes auf dem Bulevar Kralja Aleksandra und der Takovska (dessen Verlängerung die Knez Milosa darstellt). Sie führt Richtung Südosten den Savehang hinab. Der erste Abschnitt geht bis zur Kreuzung der Kralja Milana; in diesem führt sie am Pionirski park entlang und vorbei am Hotel Exelcior und kreuzt die Promenade des Andrićev venac sowie schließlich die Straße Krunska.
Der nächste Abschnitt führt bis zur Nemanjina ulica, an deren Kreuzung das Generalstabsgebäude steht. Danach führt sie bis zur Kreuzung Bulevar Franše Deperea und dem Bulevar vojvodna Putnika, wo sie über einen Anschluss an der Mostarska Petlja und der Gazela-Brücke verfügt.

## Institutionen
An der Ulica Kneza Miloša, insbesondere nahe der Kreuzung mit der Nemanjina ulica, liegen zahlreiche Regierungsministerien (z. B. das serbische Außenministerium) sowie die Botschaften Deutschlands und Großbritanniens.